# Фунюан
Фунюан (вьет. Phú Nhuận) — один из девятнадцати городских районов Хошимина (Вьетнам). Население района составляет 163 961 человек (2019). Площадь района Фунюан равна 4,88 км². Район Фунюан иногда считается центром Хошимина из-за его центрального расположения по сравнению со всеми окружающими районами.
Фунюан — перспективный район, который набирает популярность среди молодых вьетнамских специалистов.

## Географическое положение

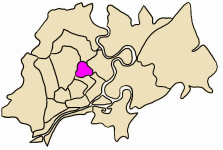
Расположение района Фунюан на карте Хошимина

Район Фунюан граничит с районом Биньтхань на востоке, с районом Танбинь на западе, с районами 1 и 3 на юге и районом Говап на севере.

## Администрация
По состоянию на март 2021 года в районе Фунюан насчитывается 13 городских кварталов:
| - квартал 1 - квартал 2 - квартал 3 - квартал 4 - квартал 5 - квартал 7 - квартал 8 | - квартал 9 - квартал 10 - квартал 11 - квартал 13 - квартал 15 - квартал 17 |

В 2021 году постоянный комитет национального собрания Вьетнама решил объединить кварталы 11 и 12, а также кварталы 13 и 14 района Фунюан. Новые кварталы получили названия «Квартал 11» и «Квартал 13» соответственно. Аналогичный процесс был проведен в городских кварталах 6 и 16 в 1982 году.
В квартале 11 находится администрация района Фунюан.